# Rudolf Emanuel Jacobsen

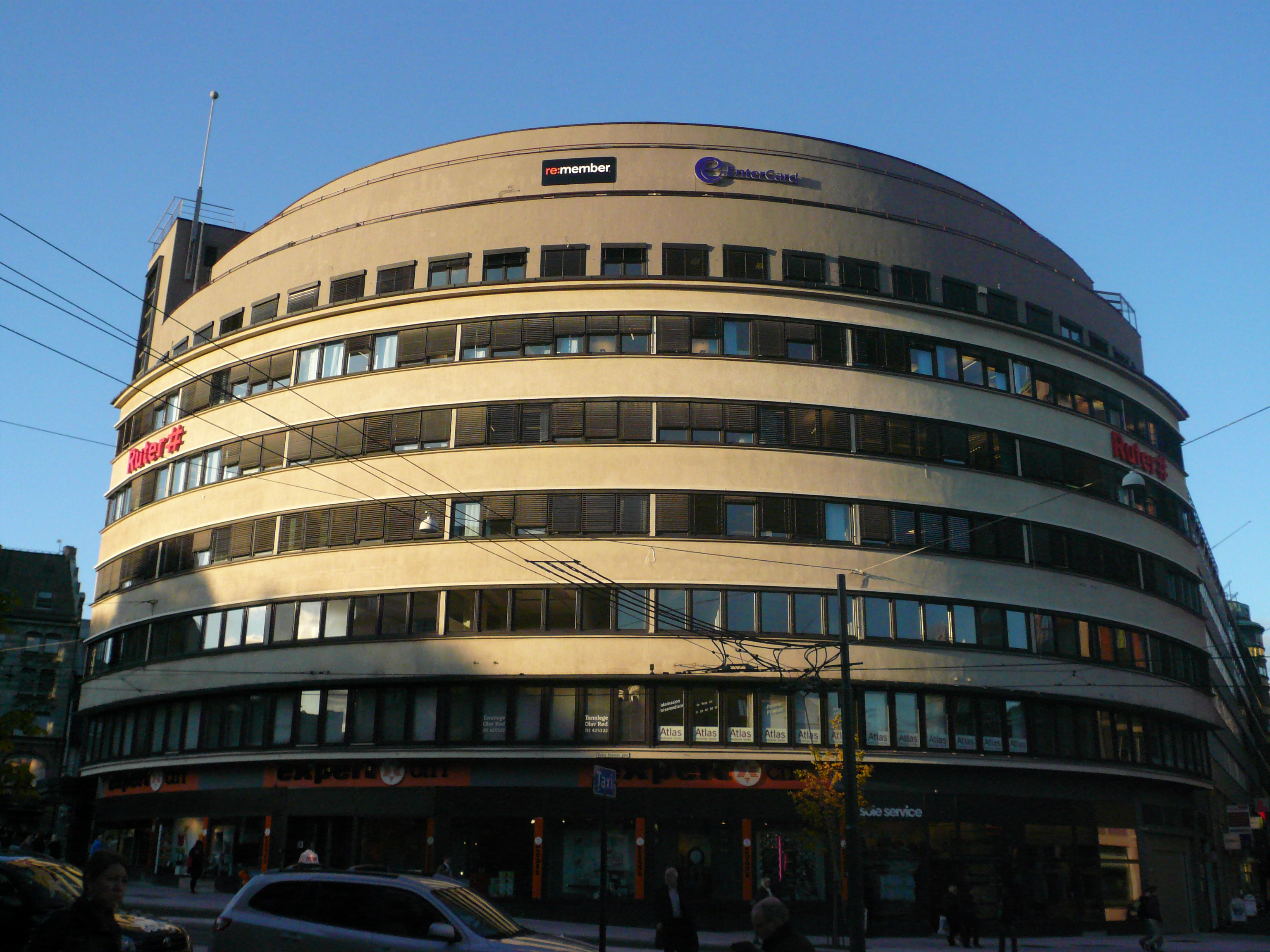
Doblouggården i Oslo

Rudolf Emanuel Jacobsen, född i Kristiania (nuvarande Oslo) den 27 oktober 1879, död där 1937, var en norsk arkitekt. 

## Liv och verk
Jacobsen började sin utbildning vid Den kongelige Tegneskole i dåvarande Kristiania innan han 1902 flyttade till Stockholm för att bli assistent åt professorn och arkitekten Isak Gustaf Clason. Under samma tid studerade han också vid Kungliga Tekniska Högskolan i Stockholm där han tog en arkitektexamen 1907. Han öppnade eget kontor i Kristiania 1909.
Bland Jacobsens verk finns Hovedpostkontoret i Oslo, Norges paviljong i Rio de Janeiro, och kontors- och handelsfastigheten Doblouggården på Dronningensgate 40 i centrala Oslo från 1933. Doblouggården var den första moderna affärsbyggnaden i Oslo med betongstomme och horisontella fönsterband. Huset skapade Jacobsen tillsammans med den tyska arkitekten Erich Mendelsohn.